# Власов Олександр Васильович
Олекса́ндр Васи́льович Вла́сов (рос. Александр Васильевич Власов, 19 жовтня (1 листопада) 1900, с. Велика Коша, Тверська губернія, Російська імперія — 25 вересня 1962, Москва, РРФСР, СРСР) — радянський архітектор. Доктор архітектури. Професор. Академік Академії будівництва і архітектури України. Депутат Верховної Ради УРСР 2-го скликання.

## Життєпис

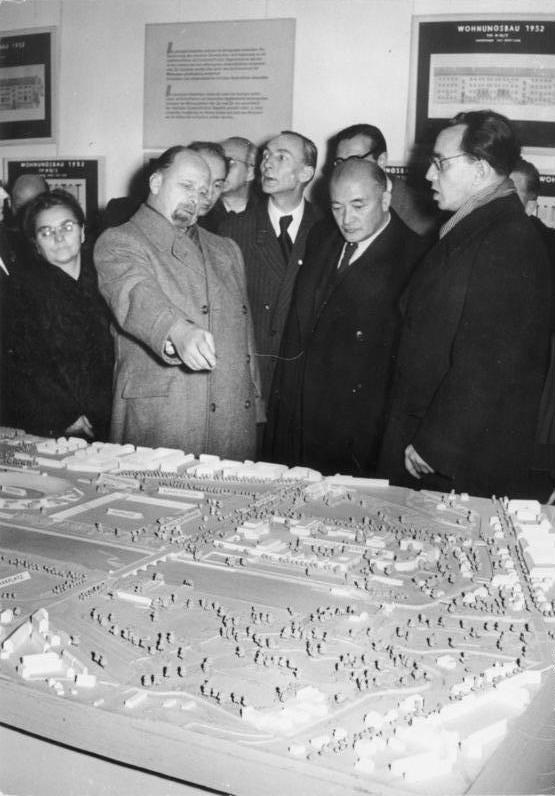
Олександр Власов серед керівників НДР

Народився 19 жовтня (1 листопада) 1900 у родині лісника в селі Велика Коша, тепер Тверської області Російської Федерації. Закінчивши одну із московських гімназій, з 1918 року викладав малювання, історію та географію у школі міста Торжок, а потім у школі 2-го ступеня села Велика Коша.
У 1928 році закінчив архітектурний відділ Московського вищого технічного училища. Працював асистентом на кафедрі архітектурного планування і малювання Московського вищого технічного училища. У 1929—1932 роках — член ВОПРА.
З 1931 викладав у Московському архітектурному інституті.
У 1932—1941 роках — учасник розробки генерального плану реконструкції міста Москви. У 1941—1944 роках працював над забудовою населених пунктів у східних районах СРСР.
У червні 1944—1950 роках — головний архітектор міста Києва. У 1945—1947 роках розробляв забудову Хрещатика в Києві. Член ВКП(б) з 1949 року.
У 1950—1955 роках — головний архітектор міста Москви.
У 1955—1956 роках — президент Академії архітектури СРСР. У 1956—1961 роках — віце-президент Академії будівництва і архітектури СРСР.
У 1961—1962 роках — 1-й секретар Правління Спілки архітекторів СРСР.
Помер 25 вересня 1962.

## Нагороди і премії
- Ленінська премія (1959) — за вирішення великого містобудівного завдання швидкісної реконструкції та благоустрою району Лужників міста Москви і створення комплексу спортивних споруд Центрального стадіону імені Леніна
- Сталінська премія 2-го ст. (1950) — за розробку технології, організацію масового виробництва і впровадження у будівництво порожнистої будівельної та архітектурної кераміки
- два ордени Леніна (у тому числі 23.01.1948)
- два ордени Трудового Червоного Прапора